# 김선기 (바둑 기사)
김선기(金宣圻, 2002년 1월 3일 ~ )는 대한민국의 바둑 기사이다.

## 약력
경기도 출신으로 양천대일도장에서 바둑을 배웠다. 일요신문배 초등최강부에서 우승을 차지한 후 2016년 제6회 영재입단대회를 통해 입단했다. 실리형 기사로 지도사범은 이용수이다. 2017년 제5기 합천군 초청 하찬석 국수배 영재바둑대회 16강과 2017년 크라운해태배 본선 32강에 진출했다. 2018년 제6기 하찬석국수배 영재바둑대회 본선 4강에 올랐으며 같은해 7월, 2단으로 승단했다. 2023년에 5단으로 승단했다.